# Tramlijn Ginneken - Mastbosch
De tramlijn Tramlijn Ginneken - Mastbosch was een ponytramlijn met een spoorbreedte van 600 mm in Noord-Brabant. Vanaf Ginneken liep de lijn naar het Mastbos. Het was de kortste tramlijn van Nederland.

## Geschiedenis
De lijn geopend door de GiTM op 28 april 1889. In Ginneken was er aansluiting op de lijn Ginneken - Breda ook van de GiTM.
In 1917 werd de lijn gesloten en vervolgens opgebroken.